# Битва при Ла-Бисбале
Битва при Ла-Бисбале — одно из сражений во время наполеоновских войн, произошедшее 14 сентября 1810 года. испанская дивизия во главе с Генри О’Доннеллом (также известным как Энрике Хосе О’Доннелл) и при поддержке англо-испанской военно-морской эскадры во главе с Фрэнсисом Уильямом Фейном и Чарльзом Уильямом Дойлом внезапно атаковала наполеоновскую бригаду Франсуа Ксавье де Шварца. Французские войска состояли из контингентов Рейнского союза, группы небольших немецких государств, которые были союзниками Наполеона. Бригада Шварца, часть дивизии Мари Франсуа Руйе, была почти полностью уничтожена; большинство её солдат вместе со своим командиром попали в плен. Одной из немногих потерь союзников был О’Доннелл, раненый в ногу. 
Битва произошла во время Пиренейских войн на фоне событий, приведших к осаде Тортосы в декабре 1810-январе 1811 года. Когда Луи Габриэль Сюше готовился атаковать Тортосу, маршалу Жаку Макдональду было приказано поддержать его. Маршал начал продвигаться в южную Каталонию с большой армией. Чтобы отвлечь Макдональда от его миссии, О’Доннелл решил совершить набег на северную Каталонию. Рейд имел блестящий тактический успех, но он не смог предотвратить подход маршала на помощь Сюше. В дальнейшем проблемы с логистикой заставили Макдональда уйти в северную Каталонию.

## Предыстория
В июне 1810 года маршал Жак Макдональд сменил маршала Пьера Ожеро на посту командующего 7-го корпуса. Вскоре пришли приказы из Парижа. Макдональду было поручено идти в сторону Таррагоны, а Луи Габриэль Сюше должен был возглавить 3-й корпус для захвата Тортосы. Корпус Сюше успешно завершил осаду Лериды 13 мая и осаду Мекиненсы 5 июня.
Расположенная на реке Эбро, Тортоса лежит на главной дороге между провинциями Каталония и Валенсия. Захватив город, Наполеон надеялся разорвать связь между этими двумя районами. Прежде чем Сюше мог осуществить план, он был вынужден вернуться в Арагон и разгромить партизанское движение. Макдональд также испытывал трудности. Сначала он должен был пополнить свои пустые склады, дождавшись поставок из Франции. Лишь в августе оба командира были наконец готовы осуществить замысел своего императора.
Макдональд направил свою полевую армию из 16 тыс. солдат на юг, чтобы поддержать операции Сюше против Тортосы. Макдональд оставил генерала дивизии Луи Бараге д’Илье и почти 10 тыс. солдат в гарнизоне Барселоны. Кроме того, в гарнизонах других городов и на защите дорог во Францию находилось 18 тыс. военнослужащих.
Генерал-капитан Энрике Хосе О’Доннелл командовал испанской Армией Каталонии. Видя, что силы Макдональда слишком велики, чтобы противостоять им напрямую, О’Доннелл решил действовать против ничего не подозревающих имперских войск на севере. Тем самым он надеялся отвлечь Макдональда от Таррагоны и Тортосы. О’Доннелл решил оставить дивизии генералов Хуана де Куртена, Педро Сарсфельда и Хоакина Ибаньеса Куэвас-и-Валонги, барона де Эролеса, удерживать Таррагону, а дивизию генерала Луиса Гонсалеса Торреса де Наварра-и-Кастро, маркиза Камповерде, повёл на север. Он планировал избежать столкновения с большим барселонским гарнизоном и напасть на германскую дивизию генерала Мари Франсуа Руйе, которая занимала территорию между Жироной и Паламосом на побережье Средиземного моря. Тем временем полковник Чарльз Уильям Дойл отправился на север с 500 пехотинцами на борту британского фрегата HMS Cambrian, испанского фрегата Diana и других судов. Капитан Cambrian Фрэнсис Уильям Фейн командовал военно-морской эскадрой союзников. В начале сентября О’Доннеллу удалось избежать на своём пути гарнизоны Барселоны, Остальрика и Жироны и остаться незамеченным.

## Битва

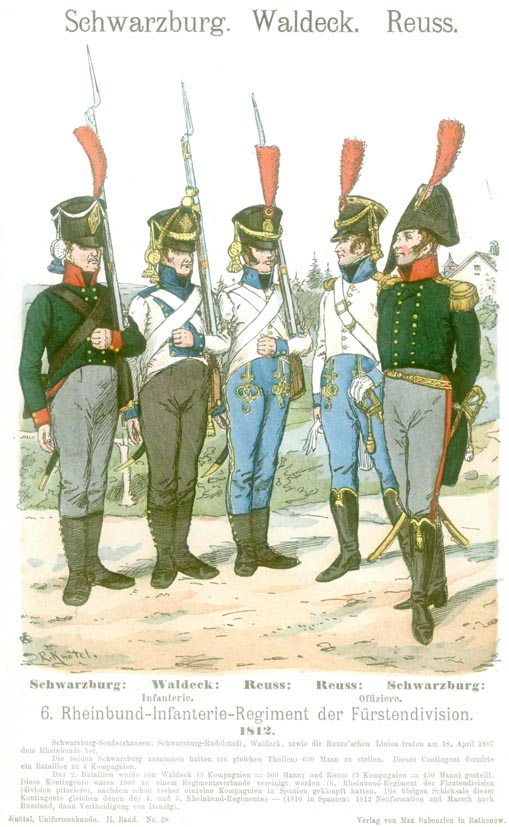
6-й полк Рейнского союза

Англо-испанская военно-морская экспедиция Фейна нанесла первый удар 10 сентября. Солдаты высадились на берег в Багуре и захватила 50 человек и прибрежную артиллерию. В ответ на это бригадный генерал Франсуа Ксавье де Шварц приказал своим прибрежным подразделениям усилить оборону. Его бригада содержала по два батальона из 5-го (Анхальт-Липпе) и 6-го (Шварцбург-Вальдек-Ройс) полков Рейнского союза. Бригада насчитывала 1,7 тыс. человек с 18 артиллерийскими орудиями. Шварц разместил 800 человек и штаб в Ла-Бисбаль-дель-Ампурдане, в то время как оставшаяся часть бригады была разбросана для защиты Багура, Калонже, Паламоса и Сан-Фелиу-де-Гишольс. Всё ещё не замеченный противником, 13 сентября 1810 года О’Доннелл прибыл в деревню Видререс с 6 тыс. пехотинцев и 400 кавалеристов. Другой источник указывает силы испанцев как 6,6 тыс. человек, в том числе швейцарский полк Kayser, драгунский Numancia и микелеты.
Утром 14-го О’Доннелл атаковал Ла-Бисбаль. Когда его аванпосты были отброшены, Шварц послал курьера с приказом своим отрядам сосредоточиться. Вскоре Ла-Бисбаль был окружён, и его защитники отступили к старому замку. К несчастью для них, рядом с замком находились холм и церковная башня, с которых в течение дня снайперами было убито несколько немцев. Шварц продержался до вечера; он сдался после того, как испанцы начали готовиться к штурму. Французский командующий не стал вступать в сражение, потеряв только одного офицера и четырёх рядовых убитыми, а также трёх офицеров и 16 рядовых ранеными.
В то время как происходило сражение в Ла-Бисбале, другие аванпосты Шварца были разгромлены. Фейн и Дойл высадили свои войска в Паламосе и захватили его. Колонна полковника Альдеа захватила Калонже, а колонна полковника Флейреса захватила Сан-Фелиу. Руае в Жироне не смог вмешаться, потому что О’Доннелл организовал нападение на его гарнизон местными микелетами. Шварц, два полковника, 56 офицеров, 1183 рядовых (всего 1242 человека) попали в плен; были также захвачены 17 орудий. Немцы также потеряли около 400 убитых и раненых. Испанские потери неизвестны, но, вероятно, были незначительными. Тем не менее, среди них был О’Доннелл, тяжело раненый в ногу в Ла-Бисбале. Испанский генерал и немецкие заключенные были взяты на борт эскадры Фейна, прежде чем тот отплыл обратно в Таррагону.
Шварц находился в плену до конца войны в 1814 году. Несколько немецких заключенных были перевезены в Эдинбург, а офицеры были условно освобождены в различных городах в округе Скоттиш-Бордерс; некоторые из них присоединились к масонской ложе в Хоике. В рану О’Доннелла попала инфекция, и он чуть не умер, прежде чем его отправили на Мальорку для выздоровления. Пока его рана не зажила, верховное командование в Каталонии перешло в руки куда менее талантливого генерал-лейтенанта Мигеля Иранзо. Позже в знак признания его победы О’Доннелл получил титул 1-го графа Ла-Бисбаля.

## Итог
Камповерде принял командование сухопутными силами и направился на север мимо Жироны, прежде чем Руйе или Бараге д’Илье смогли отреагировать. Он захватил Пучсерду в Серданье и пересёк Пиренеи, добравшись до Франции. Его войска атаковали гарнизон в Мон-Луи и вымогали деньги у жителей французских деревень. Уйдя назад в Испанию, дивизия Камповерде двинулась вниз по долине реки Сегре и заняла позиции в Калафе и Кардоне.
Поскольку партизаны полностью изолировали его от северной Каталонии, Макдональд услышал о катастрофе в Ла-Бисбале лишь три недели спустя. Тем не менее, поначалу он продолжал поддерживать Сюше и оставаться на прежней позиции. В этом смысле стратегия О’Доннелла не принесла ожидаемого результата. Впрочем, позже другие события заставили маршала оставить свою позицию на юге.
Когда Камповерде двинулся на юг в Кардону, маршал взял две французские и две итальянские бригады, чтобы напасть на него. Итальянская бригада атаковала 18 октября и была разбита. Макдональд не стал продолжать оказывать давление на своих врагов дальше, потому что продовольствие в Барселоне иссякало. Вместо этого он отправился в Жирону, чтобы защитить конвои со снабжением. Сюше смог начать осаду Тортосы только 16 декабря 1810 года.